# يو إف سي 78
يو إف سي 78: المصادقة (بالإنجليزية: UFC 78: Validation)‏ هو حدث لفنون القتال المختلطة نظمته يو إف سي، أُقيم في 17 نوفمبر 2007، على مركز الحصافة في نيوآرك، نيوجيرسي، الولايات المتحدة.